# Claraville, Virginia

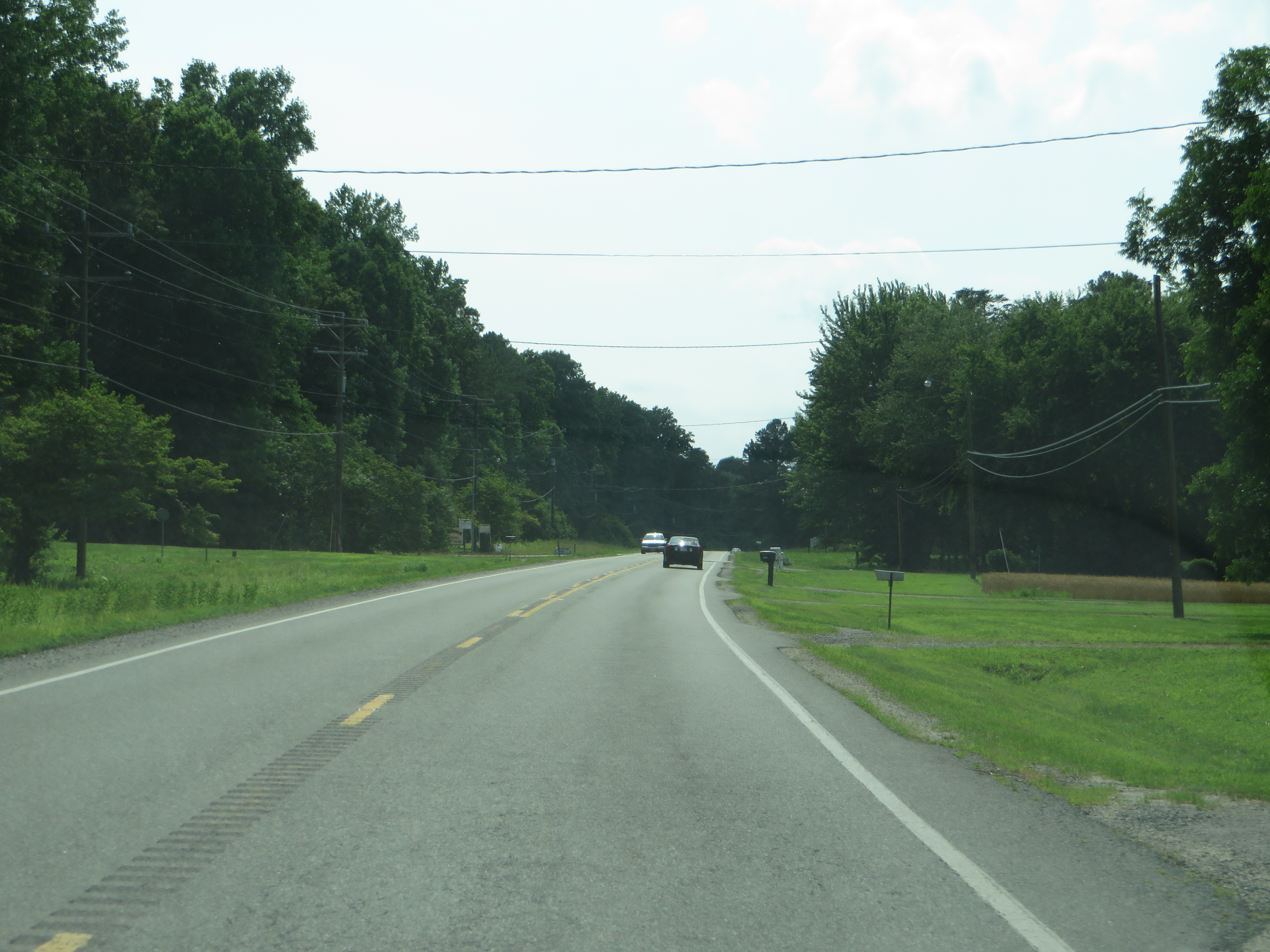
Tuyến đường Hoa Kỳ 360 ở Claraville

Claraville là một cộng đồng chưa hợp nhất tại Hạt Northumberland, thuộc tiểu bang Virginia của Hoa Kỳ.